# Lennart Ruff
Lennart Ruff (* 10. März 1986 in Mannheim) ist ein deutscher Film- und Werberegisseur.

## Leben
Aufgewachsen in Frankfurt a. M., Rom und Hamburg arbeitete er zunächst für Werbefilmproduktionen in Hamburg und Los Angeles. Seit 2007 studiert er Spielfilmregie an der HFF München, sowie seit 2011 im Aufbaustudiengang Werbung und nahm mit seinen Kurzfilmen und Werbespots an zahlreichen Festivals teil. 2014 gewann er mit Nocebo den Studenten-Oscar für den besten ausländischen Film (Student Academy Award in Gold, Foreign Category) der Academy of Motion Picture Arts and Sciences in Los Angeles und wurde für den Studio Hamburg Nachwuchspreis nominiert. 2018 wurde mit Titan – Evolve or Die sein erster Langfilm veröffentlicht.

## Filmografie
- 2009: Keine besonderen Vorkommnisse (Kurzfilm)
- 2009: Kreislauf (Kurzfilm)
- 2009: Grenzfall (Kurzfilm)
- 2010: Life is easy (Kurzfilm)
- 2011: Eurosport "Wir sind der Winter" (Werbespot)
- 2012: Hope (Werbespot)
- 2013: Nocebo (Kurzfilm)
- 2018: Titan – Evolve or Die (The Titan)
- 2021: Wild Republic (Serie)[1]